# Ecoduct Treeker Wissel
Het ecoduct Treeker Wissel is een ecopassage die het militaire oefenterrein Leusderheide en het landgoed Den Treek-Henschoten aan weerszijden van de N227 met elkaar verbindt. 

## Ecologische barrière
De provinciale weg 227 tussen Amersfoort en Cothen via Doorn heet ter plaatse de Doornseweg. Jarenlang vormde deze drukbereden weg een belangrijke barrière voor dieren die van de Leusderhei naar Den Treek wilden trekken. Met de plannen voor uitbreiding van het Nationaal Park Utrechtse Heuvelrug in noordelijke richting werd ook de noodzaak van een goede verbinding tussen Den Treek en de Leusderhei groter. Een vergroting van het Nationaal Park met 4.000 hectare kreeg op 16 april 2009 zijn beslag. Overigens maken ook andere grote ecoducten, zoals het ecoduct Mollebos en het ecoduct Leusderheide deel uit van het stelsel van ecologische verbindingen op het middendeel van de Utrechtse Heuvelrug. 

## Ecologische verbinding
Voor deze schakel in de verbinding tussen Leusderhei en Den Treek is gekozen voor een halfhoog ecoduct over een half verdiepte weg. Het ecoduct heeft een lengte van 24 meter en een breedte van 50 meter.
Het ecoduct heeft een asymmetrische vorm gekregen. Daarmee wordt tot uitdrukking gebracht dat het gaat om een verbinding tussen twee verschillende gebieden: aan de ene kant de hooggelegen Leusderheide en aan de andere kant de bossen van het landgoed Den Treek-Henschoten. Er is veel aandacht besteed aan integratie van de hekwerken en dergelijke. Kunstenaars van de Amerpoort hebben het ecoduct verfraaid.
Op 16 april 2009 is het ecoduct Treeker Wissel officieel geopend.
Op het landgoed Den Treek, aan de oostkant van het ecoduct, is sinds 2004 middels een heideherstelproject 30 hectare bos gekapt en omgevormd tot heide. Kleine heidegebieden op het landgoed zijn met de ingebruikname van het ecoduct verbonden met de Leusderhei.

## Naamgeving
De naam "Treeker Wissel" wordt sinds 2014 ook gebruikt door een schaapskudde die (onder andere) op landgoed Den Treek-Henschoten graast. De naam "wissel" verwijst in de eerste plaats naar een wildpad, een verbinding die dieren in het landschap maken. De term "wissel" wordt tegenwoordig ook gebruikt als aanduiding voor een ecoduct, een kunstmatige verbinding. En in verband met de schaapskudde wordt daar dan nog een meer overdrachtelijke betekenis, de verbinding tussen mens en dier, aan toegevoegd. Schapen hebben in de beeldvorming over de betekenis van ecologische verbindingen op de Utrechtse Heuvelrug sinds 2007 een belangrijke rol gespeeld. In dat jaar maakte een kudde Drentse heideschapen onder leiding van herder Johan Griffioen een tocht van drie weken van de Grebbeberg naar het Gooimeer, over de volle lengte van de Heuvelrug. De kudde stond model voor trekkende zoogdieren en maakte duidelijk hoeveel (onneembare) hindernissen zich voordeden bij zo'n tocht.